# Gryf (Schiff, 1991)
Die Gryf ist eine Ro-Pax-Fähre der polnischen Reederei Unity Line.

## Geschichte
Das Schiff wurde unter der Baunummer 43 auf der norwegischen Werft Fosen Mekaniske Verksteder in Rissa für die türkische Reederei Turkish Cargo Lines gebaut. Der Rohbau wurde unter der Baunummer 19 von der schwedischen Werft Bruces Verkstad in Landskrona zugeliefert. Die Kiellegung fand am 6. Juni 1989, der Stapellauf am 6. August 1990. Anschließend wurde der Rohbau zur Ausrüstung und Fertigstellung zur Werft Fosen Mekaniske Verksteder geschleppt.
Das Schiff war das erste von vier typgleichen Schiffen, von denen zwei für die Reederei Turkish Cargo Lines und zwei für die Reederei Stena Line gebaut wurden. Es wurde im Januar 1991 abgeliefert und kam als Kaptan Burhanettin Isim unter türkischer Flagge in Fahrt. Turkish Cargo Lines setzte das Schiff zwischen Istanbul und Triest ein.
2002 verkehrte das Schiff von Mai bis Dezember in Charter von Latlines zwischen Riga und Lübeck. Anschließend war es für einige Monate an das britische Verteidigungsministerium verchartert. Von Juni 2003 bis Juli 2004 verkehrte das Schiff in Charter der Latvian Shipping Company zwischen Ventspils und Travemünde.
2004 wurde das Schiff an die Polska Żegluga Morska verkauft. Das in Gryf umbenannte und unter die Flagge der Bahamas gebrachte Schiff wurde ab Anfang 2005 von Unity Line zwischen Swinemünde und Ystad eingesetzt. Seit 2007 verkehrt es zwischen Swinemünde und Trelleborg. Ende 2019 wurde das Schiff unter die Flagge von Zypern gebracht.

## Technische Daten und Ausstattung
Das Schiff wird von zwei Viertakt-Sechszylinder-Dieselmotoren des Typs Wärtsilä 6ZA40S mit jeweils 3960 kW Leistung angetrieben. Die Motoren wirken über Untersetzungsgetriebe auf zwei Verstellpropeller. Das Schiff ist mit zwei Bugstrahlrudern ausgestattet.
Das Schiff verfügt über drei geschlossene Fahrzeugdecks mit zusammen 1800 Spurmetern auf den Decks 1, 2 und 3. Auf Deck 2 (Hauptdeck) befindet sich ein durchlaufendes Fahrzeugdeck mit 760 Spurmetern. Auf Deck 1 stehen 260 Spurmeter und auf Deck 3 780 Spurmeter zur Verfügung. Die maximale Achslast auf den Decks beträgt 17,5 t. Deck 1 und Deck 3 sind von Deck 2 aus über interne Rampen zugänglich. Die nutzbare Durchfahrtshöhe auf den Fahrzeugdecks beträgt 4,5 m. Das durchlaufende Fahrzeugdeck auf Deck 2 ist über eine Bug- und eine Heckrampe zugänglich. Die Bugrampe befindet sich hinter einem nach oben aufklappbaren Bugvisier.
Oberhalb der Fahrzeugdecks befinden sich fünf weitere Decks unter anderem mit den Einrichtungen für die Passagiere und Schiffsbesatzung, die überwiegend in der vorderen Hälfte des Schiffes angeordnet sind. Die über die gesamte Breite geschlossene Brücke befindet sich auf dem obersten Deck im Bugbereich des Schiffes. Die Nocken gehen zur besseren Übersicht beim An- und Ablegen und dem Navigieren in engen Fahrwassern etwas über die Schiffsbreite hinaus. Sie wurden bei einem Umbau des Schiffes 2004 angebaut. Davor waren die Nocken offen.
Die Kapazität des Schiffes ist mit 180 Passagieren angegeben. Für diese stehen 144 Betten in 70 Kabinen zur Verfügung. Bei diesen handelt es sich überwiegend um Doppelkabinen, einzelne Kabinen sind als Dreibett- bzw. Vierbettkabinen ausgelegt. Den Passagieren stehen auf Deck 4 unter anderem ein Selbstbedienungsrestaurant und eine Bar zur Verfügung.